# 클래스 다이어그램
소프트웨어 공학에서 클래스 다이어그램(class diagram)은 통합 모델링 언어(UML)에서 시스템의 클래스, 클래스의 속성, 동작 방식, 객체 간 관계를 표시함으로써 시스템의 구조를 기술하는 정적 구조 다이어그램의 일종이다.
클래스 다이어그램은 객체 지향 모델링의 주요 빌딩 블록이다. 응용 프로그램 구조의 일반적인 개념적 모델링, 또 모델의 프로그래밍 코드로의 세세한 모델링 변환을 위해 사용된다. 클래스 다이어그램은 데이터 모델링용으로도 사용이 가능하다.

## 같이 보기
- 도메인 모델
- 개체-관계 모델
- 객체 다이어그램